# Logis des Tours
Le logis des Tours est situé dans la commune française de Villefagnan dans la Charente.

## Historique
Villefagnan a été jusqu'à la Révolution un fief des évêques de Poitiers.
Le logis des Tours est ce qui reste du château Lesvescault, le château de l’évêque construit au XVe siècle dans le bourg de Villefagnan.
Les tours, le porche et le mur de clôture sont inscrits monuments historiques depuis 1951.

## Architecture
Ces deux tours rondes coiffées de tuiles plates, entourent le porche d'entrée. Elles se continuent par un mur de clôture. 